# Trifolium siskiyouense
Trifolium siskiyouense  là một loài thực vật có hoa trong họ Đậu. Loài này được J.M.Gillett miêu tả khoa học đầu tiên.